# Gustav Stracke
Gustav Stracke (Haßlinghausen, Westfalia, 2 de julio de 1887 - agosto de 1943) fue un astrónomo alemán.

## Semblanza
En 1911 Stracke empezó a trabajar como asistente en el Instituto de Cálculo Astronómico de Berlín-Dahlem. En 1920 obtuvo el título de observador y a partir de 1926 fue profesor. Formuló numerosas proposiciones para designar ciertos objetos astronómicos como los asteroides, y muchas de sus ideas sobre terminología fueron aceptadas.

## Asteroides designados en su honor
Stracke había solicitado públicamente que ningún asteroide se designase con su nombre. A pesar de este deseo, Karl Wilhelm Reinmuth designó "(1019) Strackea"  en honor de Stracke a un asteroide que había descubierto en 1924.
Reinmuth ignoró de nuevo la voluntad de Stracke, denominando otro asteroide con el nombre "(1201) Strenua" (del latín strenuus, que significa competente) en referencia al significado en alemán del término Stracke. Finalmente, hizo que los asteroides del 1227 al 1234 lleven nombres cuyas iniciales son las letras de "G STRACKE":

## Asteroides con nombres propuestos por Stracke
Algunos de los asteroides descubiertos por Karl Wilhelm Reinmuth recibieron nombres propuestos por Stracke: 
- (1187) Afra
- (1042) Amazone - según el río
- (1041) Asta - (probablemente)
- (1043) Beate - (probablemente)
- (1182) Ilona
- (1374) Isora
- (1183) Jutta
- (1044) Teutonia - según el pueblo germánico